# Hundisburger Str. 43

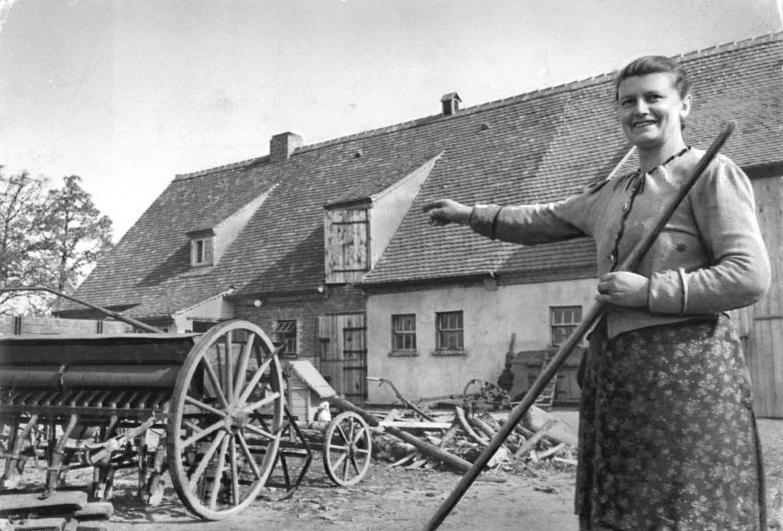
Foto des Neubauernhauses aus dem Jahr 1951

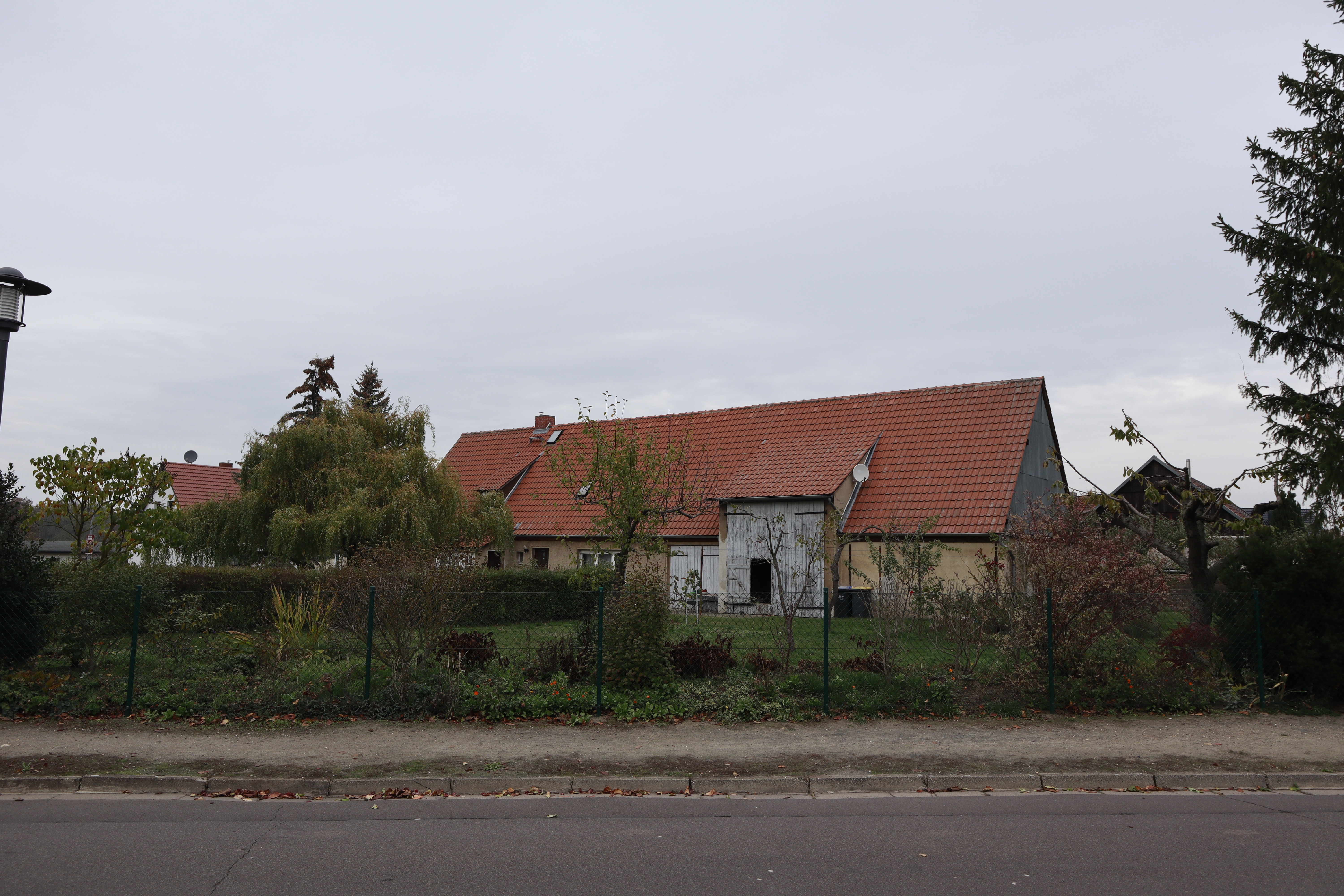
Das ehemalige Bauernhaus im Jahr 2019

Das Gebäude an der Hundisburger Straße 43 ist ein Neubauernhaus im Ortsteil Althaldensleben der Stadt Haldensleben in Sachsen-Anhalt. Das Wohnstallhaus wurde in den 1950er Jahren im Zusammenhang mit der Bodenreform in der Sowjetischen Besatzungszone errichtet und dient heute als Wohnhaus.

## Lage
Das frühere Bauernhaus steht kurz vor dem Ortsende auf der Ostseite der Ausfallstraße von Althaldensleben nach Hundisburg. Es steht quer zur Fahrtrichtung, der Westgiebel ist auf den nahegelegenen Landschaftspark Althaldensleben-Hundisburg ausgerichtet.

## Geschichte
Im Zuge der Bodenreform im Jahr 1945 wurden die Besitzer des vormaligen Klostergutes in Althaldensleben (die Industriellenfamilie Hugo Henkel) enteignet. Die landwirtschaftlichen Flächen des Betriebs wurden an Neubauern aufgeteilt, außerdem wurde ein Maschinenhof eingerichtet. Ab 1948 entstanden Neubauernhäuser, die Wohnung, Stall und Scheune unter einem Dach vereinten.

## Architektur
Das langgezogenen Wohnstallhaus auf rechteckigem Grundriss verfügt über einen eingehängtem Scheunenteil in traditioneller funktionaler Gliederung. Es handelt sich um einen Typenbau von 1949 (Modell „Altmark“). Zum Objekt gehört ein großes Gartengelände.

## Denkmalschutz
Im örtlichen Denkmalverzeichnis ist das Gebäude unter der Erfassungsnummer 094 84413 als Baudenkmal eingetragen. Der Gebäudekomplex wird für Althaldensleben als sozialgeschichtlich bemerkenswertes Denkmal der Geschichte der Neubauern nach der Bodenreform eingeschätzt.